# Personaggi di Resident Evil
Questa voce include i personaggi della serie di videogiochi survival horror Resident Evil e della saga cinematografica a essa ispirata.

## Personaggi principali

### Chris Redfield
Chris Redfield è il primo protagonista maschile giocabile della saga ed è il fratello maggiore di Claire Redfield. Nei videogiochi Chris è apparso in Resident Evil (1996 - e remake del 2002 - Resident Evil: Deadly Silence 2006), Resident Evil Code: Veronica (2000), Resident Evil: The Umbrella Chronicles (2007), Resident Evil 5 (2009) nel DLC di quest' ultimo "Incubo senza uscita" (2010) Resident Evil: The Darkside Chronicles (tramite i flashback) (2009), Resident Evil: Revelations (2012), Resident Evil 6 (2012), Resident Evil 7: Biohazard (2017) e Resident Evil Village (2021), nei manga UMBRELLA CHRONICLES: Prelude to the Fall (2007), Marhawa Desire (2012), Heavenly Island (2014), nello spettacolo teatrale Biohazard THE STAGE (2010), e nei film in CGI Resident Evil: Vendetta (2017), e Resident Evil: L'isola della morte (2023).
Inizialmente Chris lavorava ad un reparto d'élite speciale chiamato S.T.A.R.S. (Special Tactics And Rescue Service) della polizia di Raccoon City, e, successivamente, come agente presso la B.S.A.A. (Bioterrorism Security Assessment Alliance), un ramo governativo che si occupa del rilevamento e la neutralizzazione delle armi biologiche. Ha svolto il servizio di leva nell'aeronautica di New York. Abilissimo nel combattimento in prima linea, spicca nell'utilizzo delle armi da fuoco e nel tiro di precisione a lunga distanza. In Resident Evil viene rivelato essere il miglior tiratore della sua squadra dopo l'allora capitano Albert Wesker, e in Resident Evil 2 nell'ufficio S.T.A.R.S. sono presenti diversi trofei vinti da Chris nelle competizioni.
Successivamente agli eventi di Resident Evil 4, dopo essere entrato a far parte della B.S.A.A., potenzia la sua massa fisica e la sua forza e appare decisamente più muscoloso, prediligendo lo stile di combattimento corpo a corpo e le arti marziali mantenendo una notevole velocità e agilità, tanto che in Resident Evil 5 è in grado di resistere ai colpi sovrumani di Albert Wesker e di spostare un enorme masso a mani nude. La sua abilità di sopravvivenza alle creature B.O.W. lo rende uno degli uomini più rispettati e decorati della B.S.A.A. e in Resident Evil 6 diventa anche capitano.
Chris ha una personalità semplice e insieme caustica: sebbene egli riesca a farsi facilmente apprezzare dai suoi colleghi, la sua natura orgogliosa e conflittuale prende spesso il sopravvento, impedendogli di integrarsi adeguatamente in un gruppo.

### Leon Scott Kennedy
Leon Scott Kennedy è il secondo protagonista maschile giocabile della saga. Nei Videogiochi Leon è apparso in Resident Evil 2 (1998 - e remake del 2019), Resident Evil 4 (2005 - e remake del 2023) Resident Evil: The Darkside Chronicles (2009), Resident Evil 6 (2012), nei film in CGI Resident Evil: Degeneration (2008), Resident Evil: Damnation (2012), Resident Evil: Vendetta (2017), Resident Evil: L'isola della morte (2023), nella serie TV in CGI prodotta da Netflix Infinite Darkness (2021) e nel fumetto prequel di quest' ultimo uscito nel 2022 con il titolo di Infinite Darkness The Beginning.
Inizialmente Leon era un giovane poliziotto che era stato appena assunto nel corpo di polizia della città di Raccoon all'epoca dell'epidemia che annientò la città nel 1998: al suo arrivo trova infatti Raccoon invasa dagli zombi. Qualche anno più tardi diventa agente governativo.
Essendo un personaggio maschile pensato per avere una personalità diversa dal primo storico protagonista della saga, Chris Redfield, Leon presenta un carattere mansueto. Tuttavia è risoluto e dimostra un atteggiamento molto dedito verso il proprio lavoro, mostrandosi capace di rimanere concentrato e razionale anche nelle situazioni più tese.

### Jill Valentine
Jill Valentine è la prima protagonista femminile giocabile della saga. Nei videogiochi Jill è apparsa in Resident Evil (1996 - e remake del 2002 - Resident Evil: Deadly Silence 2006), Resident Evil 3: Nemesis (1999 - e remake del 2020) Resident Evil: The Umbrella Chronicles (2007), Resident Evil 5 (2009) nei DLC di quest' ultimo "Incubo senza uscita" e "Una fuga disperata" (2010) , Resident Evil: Revelations (2012), nel manga UMBRELLA CHRONICLES: Prelude to the Fall (2007), e nel film in CGI Resident Evil: L'isola della morte (2023)
Jill è una poliziotta, membro dell'unità speciale S.T.A.R.S. di Raccoon City. Jill è particolarmente abile con le armi bianche e, a causa di un passato poco edificante, ottima scassinatrice. Nel quinto episodio subisce una mutazione genetica, ottenendo prestazioni fisiche notevoli.
Appare come una donna risoluta e molto testarda, fattore che sorprende e innervosisce spesso i suoi alleati. La sua caparbietà si rivela tuttavia spesso la sua salvezza.

### Claire Redfield
Claire Redfield è la seconda protagonista femminile giocabile della saga ed è la sorella minore di Chris Redfield, Nei videogiochi Claire è apparsa in Resident Evil 2 (1998 - e remake del 2019), Resident Evil Code: Veronica (2000), Resident Evil: The Darkside Chronicles (tramite i flashback) (2009), Resident Evil: Revelations 2 (2015), Nel Manga Heavenly Island (2014), nei film in CGI Resident Evil: Degeneration (2008) e Resident Evil: L'isola della morte (2023) e ella serie TV in CGI prodotta da Netflix, Resident Evil: Infinite Darkness (2021)
Inizialmente Claire era una studentessa universitaria che lascia gli studi per mettersi sulle tracce del fratello scomparso e che in seguito alle varie vicissitudini diventa un'attivista contro le armi biologiche. Pur non avendo conseguito un addestramento in particolare, Claire sa usare molto bene le armi da fuoco e da taglio.
Claire appare come una ragazza tranquilla, altruista e determinata. È molto legata al fratello e alle persone a lei vicine e si mostra spesso disposta a tutto per loro.

### Ada Wong
Ada Wong è una spia indipendente che opera spesso presso le multinazionali. Nei videogiochi Ada è apparsa in in Resident Evil 2 (1998 - e remake del 2019), Resident Evil 4 (2005 - e remake del 2023) Resident Evil: The Umbrella Chronicles (tramite i flashback) (2007), Resident Evil: The Darkside Chronicles (tramite i flashback) (2009), Resident Evil 6 (2012), e nel film in CGI Resident Evil: Damnation (2012). 
In apparenza si attiene alle missioni affidatagli, tuttavia all'occorrenza, diserta o agisce a modo proprio in segreto. Ada appare come una donna dalla personalità distaccata e calcolatrice, dotata di una spiccata quanto sarcastica ironia e segue non di rado i suoi ideali personali e si comporta come ritiene più giusto. 
Una caratteristica del personaggio è il suo particolare rapporto con Leon Scott Kennedy, verso il quale sembra nutrire stima. I due si conoscono durante gli eventi di Raccoon City e da allora si sono spesso incontrati in diverse altre occasioni. Sebbene i loro lavori e le loro missioni li vedano spesso contrapposti, essendo l'uno agente governativo e l'altra una spia, i due hanno sempre finito con l'aiutarsi a vicenda.

### Ethan Winters
Ethan Winters è il protagonista di Resident Evil 7: Biohazard (2017) e del suo sequel diretto Resident Evil Village (2021). Ethan un sistemista di Los Angeles che, dopo gli eventi del 7 viene infettato da una muffa detta mutamicete, che gli dona un fattore rigenerativo estremamente veloce che gli permette di guarire anche dalle ferite più letali. Ha una moglie, Mia, dalla quale, in Village, ha avuto la figlia Rosemary. Non ha particolari competenze paramilitari e non ha esperienza in combattimento, ma è in grado di utilizzare efficacemente armi da fuoco e da taglio. Muore in Resident Evil Village quando si sacrifica per far detonare una bomba e permettere a Chris Redfield di fuggire dal villaggio (ambientazione del gioco) con Rosemary, distruggendo il megamicete, un parassita che aveva infettato tutti gli abitanti.

### Grace Ashcroft
Grace Ashcroft è la protagonista di Resident Evil: Requiem ed è la figlia di Alyssa Ashcroft dei 2  Resident Evil Outbreak. Grace è un agente dell'FBI che in Requiem deve indagare sulla morte di sua madre avvenuta 8 anni prima degli eventi del gioco.

### Rebecca Chambers
Rebecca Chambers è una giovane recluta della squadra Bravo dell'unità S.T.A.R.S. e svolge il ruolo di paramedico. Ha solamente 18 anni (nel primo Resident Evil), e ciò la rende il membro più giovane della S.T.A.R.S., e per questo motivo, oltre che per la mancanza di esperienza, si trova piuttosto a disagio con gli altri membri. La sua grande intelligenza le ha permesso di laurearsi molto in fretta. È molto abile nel maneggiare sostanze chimiche e infatti è il medico della S.T.A.R.S.
Nei videogiochi Rebecca è apparsa in Resident Evil (1996 - e remake del 2002, - Resident Evil: Deadly Silence 2006), Resident Evil Zero (2002), Resident Evil: The Umbrella Chronicles (tramite i flashback) (2007), nello spettacolo teatrale Biohazard THE STAGE (2010), e nei film in CGI Resident Evil: Vendetta (2017), e Resident Evil: L'isola della morte (2023).

### S.T.A.R.S.
La S.T.A.R.S. (Special Tactics And Rescue Service, squadra tattiche speciali e salvataggio), è un reparto speciale della polizia degli Stati Uniti d'America.
Fondata a New York il 16 settembre 1967, ha lo scopo di fronteggiare associazioni terroristiche e piccoli gruppi criminali.
Nel gennaio del 1972 una sede della S.T.A.R.S. viene inaugurata nella cittadina di Raccoon City, composta da due squadre scelte ognuna composta da sei membri, la Squadra Alpha e la Squadra Bravo. La tranquilla cittadina sarà teatro dei primi tre sanguinosi avvenimenti raccontati dalla serie.
Fra gli agenti S.T.A.R.S. protagonisti della serie, sono presenti Chris Redfield, Jill Valentine, Albert Wesker, Barry Burton e Rebecca Chambers.

## Antagonisti principali

### Albert Wesker
Comparso per la prima volta come personaggio secondario nel gioco Resident Evil del 1996, Albert Wesker divenne in seguito l'antagonista principale dell'intera serie dopo che le sue vere intenzioni furono svelate. A differenza degli altri personaggi principali, Wesker agisce tipicamente dietro le quinte e ha un impatto maggiore sugli eventi di ogni gioco, persino in quelli dove non compare direttamente.
I poteri di Wesker sono dovuti all'interazione tra l'iniezione di virus T nel 1998 nella villa Spencer (per sopravvivere all'attacco mortale del Tyrant) e le sue caratteristiche mutanti, essendo nato secondo un complesso di selezione e manipolazione genetica. Wesker, che era già di per sé un mutante, grazie all'iniezione ha potuto risvegliare le sue capacità latenti.

### William Birkin
William Birkin è l'antagonista principale di Resident Evil 2. Brillante ma timido scienziato, è un vecchio amico di Albert Wesker. Essendo sempre impegnato nel suo lavoro, ha poco tempo da dedicare alla sua famiglia e soprattutto a sua figlia Sherry. I suoi folli progetti e le sue brillanti ricerche d'avanguardia sulla virologia e sulla mappatura del genoma gli hanno permesso un'inarrestabile ascesa gerarchica nel colosso farmaceutico, fino a diventare il membro più influente del consiglio amministrativo, secondo solo al presidente. È il personaggio-chiave dello scoppio dell'epidemia a Raccoon City, incidente nel quale perde la vita dopo essersi iniettato il virus G ed essere mutato nel Tyrant G: verrà infatti sconfitto da Leon Scott Kennedy e Claire Redfield.

### Lord Osmund Saddler
Saddler è la mente dietro il complotto delle Plagas di Resident Evil 4, nonché il mandante del rapimento di Ashley e il capo assoluto dell'organizzazione degli Illuminados. La storia narra che tra il 1400 ed il 1440 la famiglia Salazar, nella figura del suo capostipite Gregorio I Salazar, fu investita dalla regina Isabella del feudo di Valdelobos, una regione situata tra la Spagna ed il Portogallo, ponendo la propria dimora in una località di nome El Pueblo. Il paese poi si scoprì essere dominato da un culto di nome Los Illuminados, il quali dominavano la valle di Valdelobos grazie ad un antico parassita di nome Plagas, utilizzate come strumento per controllare gli abitanti della regione; Gregorio Salazar, valente cavaliere profondamente devoto alla Chiesa cattolica, capì subito le pericolosità delle Plagas e della setta eretica degli Illuminados, così assieme ai suoi soldati attaccò ed uccise molti membri del culto, scacciandoli dal villaggio e sigillando le Plagas nelle profonde miniere del suo castello, con lo scopo di impedire a chiunque di utilizzarle in futuro. Tuttavia una parte degli Illuminados sopravvisse e si rifugiò in un'isola poco distante dalla costa del villaggio, dove rimasero nascosti per secoli in attesa del momento opportuno per prendersi la rivincita. Osmund Saddler è il diretto discendente dei Capi della setta degli Illuminados e può essere considerato una sorta di "papa" del culto, in quanto definisce sé stesso il Messaggero della Parola di Dio, oltre che a essere il più potente membro della setta e il mandante del rapimento di Ashley. Il culto dei Los Illuminados è una sorta di religione neopagana, con molte influenze cristiane, che reputa le Plagas una sorta di dono di Dio, e le usa per controllare i corpi infettati dai terribili parassiti; Saddler tuttavia non è vittima del controllo delle Plagas, poiché si è fatto impiantare nella schiena la Plaga Regina, a cui le altre Plagas (e quindi i loro ospiti) non possono disobbedire in quanto la Plagas regina ha generato tutte le altre. Saddler ha intenzione di iniettare le Plagas a tutti gli umani per conquistare il mondo e "privarlo" dei peccati; per questo ha avviato una collaborazione con la Umbrella, capendo che le limitate risorse di El Pueblo non avrebbero mai potuto consentirgli di perseguire appieno i suoi piani, condividendo con l'organizzazione le proprie conoscenze su Las Plagas e fornendo i campioni necessari alle ricerche in cambio di aiuti materiali.
Nel remake, durante i combattimenti, sia nella sua forma umana che nella sua mutazione, ci sono alcuni cambiamenti, disponendo anche di una terza forma da combattere.

### James Marcus
James Marcus è un brillante scienziato che fu uno dei tre membri fondatori della Umbrella Corporation. Inoltre, Marcus è molto conosciuto per essere il principale antagonista di Resident Evil 0 così come il vero creatore del virus T e del parassita Sanguisuga.

### Sergei Vladimir
Sergei Vladimir è il principale antagonista di Resident Evil: The Umbrella Chronicles. Colonnello nell'Unione Sovietica, dopo la caduta della sua nazione si unisce alla Umbrella Corporation e rapidamente diventa uno dei principali esecutivi. Stringe amicizia col fondatore della Umbrella, Ozwell E. Spencer, e in seguito fonda sia l'unità militare della Umbrella che l'organizzazione spionistica della compagnia.
Essendo uno dei pochi esseri umani ad avere l'organismo giusto per diventare un Tyrant, Sergei divenne il modello genetico per la maggior parte dei Tyrant creati dalla Umbrella, come il T-001 e il T-002 creati da Albert Wesker e William Birkin. Sergei ordinò inoltre la creazione di alcuni T-103 modificati chiamati Ivan, con lo scopo di renderli le sue guardie del corpo. Per risparmiare tempo sulla ricerca di esseri umani compatibili, Sergei venne clonato dieci volte. I dieci cloni furono in seguito usati come base per la produzione in massa dei Tyrant modello T-103, che da quel momento in poi saranno il punto di riferimento per tutti i modelli successivi.
Sotto gli ordini di Spencer, Sergei viene coinvolto negli eventi riguardanti Raccoon City. Sui monti Arklay, nell'istituto di addestramento, libera uno dei suoi Tyrant Ivan per uccidere Wesker, che aveva fallito nel tentativo di salvare l'istituto. Nella Villa degli Spencer viene incaricato di recuperare il prototipo del Tyrant T-A.L.O.S., che in seguito diverrà una delle armi biologiche più potenti della Umbrella. Dopo la distruzione di Raccoon City, Sergei recupera la memoria della Regina Rossa, l'Intelligenza artificiale della Umbrella, dalla ormai scomparsa cittadina.
Dopo che la Umbrella venne costretta a rifugiarsi sottoterra, Sergei venne messo a capo della base operativa situata nella regione Caucasica della Russia. Il 18 febbraio del 2003, Jill Valentine e Chris Redfield attaccano il centro sotterraneo situato in Russia e riescono a distruggere tutte le creature presenti, eliminando ogni traccia della Umbrella. Sergei verrà ucciso da Wesker dopo essersi trasformato in una creatura mostruosa.

### Alfred Ashford
Alfred Ashford (doppiato da Peter Oldring) rappresenta l'antagonista principale durante la prima metà di Resident Evil Code: Veronica. È a capo della installazione di Rockfort Island ed il settimo discendente della - un tempo - prestigiosa famiglia Ashford. Alfred, insieme ad Alexia, sono gemelli geneticamente modificati creati da loro padre dal DNA di Veronica Ashford. Comunque, al contrario della sorella non è dotato dell'intelletto superiore di Veronica. A causa dell'assenza della sorella gemella, Ha sviluppato una schizofrenia e spesso si atteggia in tutto e per tutto ad Alexia. Claire e Steve incontrano entrambe le personalità di Alfred durante la loro fuga da Rockfort Island. Alfred vive a malapena abbastanza da vedere la sorella Alexia risvegliarsi dal sonno criogenico. Successivamente Chris arriverà alla base antartica e potrà notare il corpo senza vita di Alfred.

### Alexia Ashford
Alexia Ashford (doppiata da Leila Johnson) è l'antagonista principale della seconda parte di Resident Evil Code: Veronica. È la sorella gemella di Alfred Ashford e la creatrice del virus T-Veronica. Alexia è stata creata del padre dal DNA di Veronica Ashford, ereditandone così il superbo intelletto. Laureatasi fin dalla tenera età di 10 anni, divenne subito ricercatrice presso la Umbrella Corporation. Claire e Steve incontrano quella che credono Alexia su Rockfort Island, ma si tratta in realtà del fratello Alfred che a causa della sua schizofrenia in alcuni momenti credeva di essere lei e la impersonava. La vera Alexia (che si era somministrata il virus T-Veronica vari anni prima) si sveglia successivamente dal sonno criogenico nella base antartica dopo la morte di Alfred e fa prigionieri Claire e Steve. Chris più tardi combatte Alexia nella sua forma mutata durante la seconda metà del gioco, in cui il suo corpo passa da umanoide in forma di creatura simile ad una libellula gigante, il tutto mantenendo la sua intelligenza e il pieno controllo delle sue azioni, non come la maggior parte delle B.O.W..

### Derek C. Simmons
Derek C. Simmons, antagonista principale di Resident Evil 6, è il Consigliere per la sicurezza nazionale durante il mandato del presidente Adam Benford e il capo dell'organizzazione segreta conosciuta come La Famiglia. È stato il responsabile della distruzione di Raccoon City. Nel 1998 negozia con lo scienziato dell'Umbrella Corporation e creatore del virus G, William Birkin. Simmons stava per ottenere il virus G insieme ai dati di ricerca che permetterebbe al governo di recidere i suoi legami illeciti con l'Umbrella Corporation e condurre il proprio sviluppo. Con la fuoriuscita del virus T che ha decimato la città di Raccoon City Simmons ha utilizzato il caos dell'incidente come un caso di studio per valutare l'efficacia B.O.W. In un momento imprecisato prima dell'incidente di Raccoon City, Simmons incontrò la spia Ada Wong e se ne innamorò. Nel 1998 incita il governo di distruggere Raccoon City. Verrà in seguito ucciso da Leon Kennedy, Helena Harper e Ada Wong.

## Personaggi secondari

### Barry Burton
Barry Burton è un membro del Team S.T.A.R.S. Alpha, ha servito nello stesso reparto dell'esercito in cui operava Chris e impiega le sue competenze in materia di armi da fuoco per mettere a punto l'equipaggiamento del gruppo. Buono e compassionevole, ha un forte senso del dovere e ama sopra ogni cosa la moglie Kathy e le due figlie, Moira e Polly.

### Sherry Birkin
Sherry Birkin è una ragazzina di 12 anni risoluta e testarda, figlia unica di Annette e William Birkin, ricercatori della Umbrella e genitori assenti per il loro lavoro. È una delle poche persone sopravvissute all'incidente di Raccoon City. Proprio a Raccoon City viene contagiata dal virus G a cui però riesce a sopravvivere, divenendo così una cavia umana per gli studi effettuati dal governo statunitense sui comportamenti dei virus. Nel 2009 le viene offerto l'incarico di agente speciale a servizio degli Stati Uniti d'America. Nel dicembre 2012, Derek C. Simmons ordina a Sherry di infiltrarsi nella Repubblica di Edonia per trovare un mercenario di nome Jake Muller, che portava anticorpi contro il virus C.

### Carlos Oliveira
Carlos Oliveira è un membro operativo dell'U.B.C.S. la squadra di mercenari assoldata dall'Umbrella Corporation e mandata a Raccoon City per cercare di contenere l'infezione e portare in salvo i superstiti. Durante gli eventi di Resident Evil 3: Nemesis, in città farà conoscenza con Jill Valentine e si ritroverà a combattere al suo fianco per la salvezza.

### Ashley Graham
Ashley Graham è la figlia del Presidente degli Stati Uniti, rapita dagli Illuminados. Durante gli eventi di Resident Evil 4, il suo coraggio verrà messo a dura prova durante la sua fuga dagli Illuminados. Viene trovata prigioniera in una chiesa da Leon Scott Kennedy, ed insieme cercheranno di eliminare le Plagas iniettate nel loro corpo dagli illuminados. Ashley accompagna passivamente Leon, senza combattere, ma non si limiterà a seguire il suo salvatore, anzi si dimostrerà essenziale in più di un'occasione. È terrorizzata all'idea di diventare un burattino privo di volontà nelle mani di Saddler, ma proprio grazie ai piani che Osmund ha in serbo per lei, Ashley non viene mai ferita dai mostri al servizio del capo degli Illuminados.

### Luis Sera Navarro
Luis Sera, che fa la sua comparsa in Resident Evil 4, è un ex poliziotto di Madrid e ricercatore al servizio di Lord Saddler nello studio delle plagas. Un personaggio alquanto furtivo e misterioso. Ironico quando si rivolge a Leon, Luis afferma di essere un ex-poliziotto pentitosi di aver lavorato come tale e, tramite degli appunti che si trovano nel gioco, si scopre che lui in un primo momento aderì alla ricerca sulle Plagas, riuscendo a scoprirne alcune caratteristiche importanti, arrivando alla creazione di essere come El Gigante, i Verdugo ed i Novistador. Quando scopre i veri scopi di Lord Saddler lo tradisce, per aiutare Leon ed Ashley nel fuggire da questa brutta situazione e continuare le ricerche per trovare una cura (dolorosa ma, a quanto pare, efficace). Verrà poi ucciso dallo stesso Saddler.
Nel remake, il passato del personaggio viene più approfondito tramite alcuni file scritti da suo nonno come pure da alcune foto. Leon inizialmente diffiderà di lui scoprendo che lavorava per la Umbrella Corporation, Luis però, oltre che a mostrare il suo carisma, aiuterà sinceramente sia l'agente che il suo obbiettivo, ovvero, Ashley, a liberarsi dei parassiti. Infatti, seppur affascinato dai risultati delle ricerche con Umbrella e las Plagas, è pronto a tornare sui suoi passi. Viene ferito a gravemente da Jack Krauser morendo nelle mani di Leon. In questa versione, aiuterà più volte il protagonista durante i combattimenti rispetto al gioco originale, inoltre, è un personaggio giocabile nel minigioco "I mercenari". Sia nel gioco originale che nel remake, è in combutta con Ada Wong.

### Billy Coen
Billy Coen è un ex Marine degli Stati Uniti d'America che fa la sua comparsa in Resident Evil 0, condannato a morte per un'accusa di omicidio di 23 persone commesso durante una missione in Africa. Mentre viene condotto su un furgone verso il luogo dell'esecuzione, il veicolo viene assalito dai Cerberus, che uccidono le due guardie di Billy, che riesce a fuggire e in seguito incontra Rebecca Chambers, alla quale salva la vita.
Rebecca, dopo una riluttanza iniziale, decide di collaborare con il fuggitivo. Successivamente, la giovane ragazza scopre l'innocenza di Billy e stringe con lui un forte legame di amicizia. Dopo essere fuggiti dal treno infestato da creature mostruose, Billy e Rebecca si rifugiano nella vicina Villa d'addestramento della Umbrella Corporation. Pian piano, vengono a sapere che il presunto defunto James Marcus, dottore e ricercatore della Umbrella assassinato da Albert Wesker e William Birkin, è in realtà ancora vivo e sta pianificando di vendicarsi. Billy e Rebecca si impegnano a fermare il dottore, per poi separarsi.

### Ingrid Hunnigan
È il contatto radio di Leon durante gli eventi di Resident Evil 4, fornendogli informazioni utili per la missione, ma, non essendo fisicamente presente, non partecipa attivamente al gioco. Hunnigan sarà tagliata fuori da ogni contatto per tutta la seconda parte del gioco, quando Saddler bloccherà le comunicazioni in tutta la zona, per poi ritornare nella scena finale. Hunnigan appare in un cameo in Resident Evil: Degeneration e ricompare poi in Resident Evil 6. Ha una carnagione olivastra e porta gli occhiali.

### Helena Harper
Helena Harper è un agente del governo che fa la sua prima comparsa in Resident Evil 6, ed è la sorella maggiore di Debora Harper. Durante l'attacco terroristico di Tall Oaks, viene mandata dai servizi segreti degli Stati Uniti a protezione del presidente Benford. È una donna dalla morale ferrea e molto sensibile nei confronti delle sofferenze altrui, ma spesso si lascia trascinare eccessivamente dai sentimenti. Non è tipo da scendere a compromessi e prende sempre di petto ogni situazione, ma spesso rischia di lasciarsi prendere dalla sua foga emotiva.

### Debora Harper
Debora Harper è la sorella minore dell'agente del governo americano Helena Harper e compare per la prima volta in Resident Evil 6.
Derek C. Simmons e i membri della Famiglia rapirono Deborah e decisero di infettarla col virus C per osservare che effetti avrebbe avuto sul suo corpo giovane e sano, tuttavia il corpo della ragazza non diede segni di mutazione e la Famiglia dovette evacuare Tall Oaks prima che i piani per sterilizzare l'area fossero messi in atto. Deborah venne lasciata nei livelli inferiori delle catacombe, dove venne trovata da sua sorella e Leon Scott Kennedy. Dopo poco tempo, però, Deborah iniziò a mutare e ad attaccare i due, che furono costretti a combatterla aiutati anche da Ada Wong.

### Jake Muller
Jake Muller è un ex mercenario che fa la sua prima comparsa in Resident Evil 6, ed è figlio di Albert Wesker e una donna sconosciuta; per tale motivo è noto anche come Jake Wesker. In quanto portatore sano di una tossina conosciuta come virus C, diviene un sorvegliato speciale degli Stati Uniti, che insieme alla neo agente governativa, Sherry Birkin, è alle prese con una epidemia propagatasi in seguito ad un attacco bioterroristico.
Abbandonato dal padre poco tempo dopo la sua nascita, Jake e sua madre, tra l'altro malata, vivono di espedienti, e poco prima della morte di quest'ultima il ragazzo diviene molto presto un mercenario per far fronte alla sua precarietà economica. Le continue guerre civili che coinvolgono da decenni il suo paese però rappresentano per i mercenari come lui una situazione tanto profittevole quanto sfavorevole, e nel suo caso, Jake, nel 2012 viene imprigionato in un campo di reclusione.
Durante la sua reclusione, nel suo stato scoppia un attacco a base di armi batteriologiche, e la struttura in cui il ragazzo viene recluso ne rimane investita, infettando le persone al suo interno, ad eccezione di Jake. Scoperto il portatore sano e quindi, una possibile cura per la tossina in questione, il governo statunitense dispone l'agente governativo Sherry Birkin in difesa della vita dell'uomo, ma essendo egli figlio biologico di uomo geneticamente atipico, Jake è un ambito materiale di sperimentazione da parte di molte multinazionali farmaceutiche, e altrettanti gruppi bioterroristici.

### Piers Nivans
Piers Nivans, personaggio che compare per la prima volta in Resident Evil 6, è un agente operativo della B.S.A.A. alle dipendenze dell'agenzia nordamericana con a capo Chris Redifield. La sua coordinazione e l'abilità di concentrazione sono senza pari, rendendolo l'asso nella manica dei tiratori scelti della B.S.A.A.. Sul campo di battaglia ha una reattività straordinaria, che gli permette di portare a termine le missioni in qualsiasi tipo di condizioni avverse. Uomo serio e determinato in battaglia, ma capace anche di spendere qualche parola di conforto per i suoi compagni d'armi.

### Parker Luciani
Parker Luciani, inglese di origini italiane , compare in Resident Evil: Revelations al fianco di Jill Valentine per ritrovare Chris Redfield e la sua partner.

### Moira Burton
Moira Burton è la figlia di Barry Burton, e fa la sua comparsa in Resident Evil: Revelations 2. Nel 2011 Moira è diventata un membro della TerraSave, la stessa organizzazione per cui lavora la sua migliore amica Claire Redfield. Affiancherà Claire e il padre nello scontro contro Alex Wesker, sorella di Albert Wesker.

### Lucia
Lucia è una ragazza di 13 anni trovata da Barry Burton, durante gli eventi di Resident Evil Gaiden, a bordo della nave Starlight e di cui è noto solo che da piccola fu affidata ad un orfanotrofio e affidata ad una famiglia americana, e che si è imbarcata sulla Starlight per far visita a dei parenti in Europa. I suoi continui sbalzi d'umore sono causati da frequenti mal di testa e ronzii alle orecchie, ma in seguito si scoprirà che dentro di lei porta il virus creato dalla Umbrella.

## Antagonisti secondari

### Ozwell E. Spencer
Ozwell E. Spencer è la mente che si cela dietro la maggior parte degli avvenimenti dei giochi, ma fa la sua prima ed unica comparsa in Resident Evil 5 (attraverso alcuni flashback) , pur essendo menzionato numerose volte nel corso dei precedenti capitoli.
Dopo aver scoperto l'esistenza di un fiore speciale chiamato Scala verso il Sole, Spencer partì in Africa insieme a James Marcus e Edward Ashford per recuperarne un campione e fu in grado di ricavare il virus Progenitor da esso. La squadra continuò ad approfondire gli studi sul virus negli anni seguenti. Nel 1962, dopo aver fatto costruire il Centro di Ricerca Arklay, Spencer si sbarazzò di George (l'architetto della villa che nascondeva l'edificio) e, in gran segreto, imprigionò sua moglie Jessica e sua figlia Lisa. Entrambe divennero cavie da laboratorio per i suoi contorti esperimenti.
Nel marzo del 1968, Spencer fondò la Umbrella Chemical Incorporated insieme ai suoi due colleghi. Edward Ashford morì poco dopo a causa dell'esposizione accidentale al virus Progenitor. Negli anni 1970, James Marcus sviluppò il virus T e Spencer, temendo che le sue ricerche avrebbero compromesso la sua ascesa al potere, decise di confinarlo al Centro di Addestramento dell'Umbrella Corporation ormai chiuso. Nel 1988 Spencer ordinò a due dei suoi ricercatori più fidati, Albert Wesker e William Birkin, di assassinare Marcus. Tolto di mezzo anche il dottore, con i due membri fondatori della compagnia morti Spencer ottenne il controllo assoluto dell'Umbrella. 
Dopo l'epidemia di virus T a Raccoon City e la distruzione della città, cominciò il lento declino di Spencer e la sua compagnia. Nel 2003, l'Umbrella fu riconosciuta responsabile del disastro di Raccoon City e ogni sua attività fu cessata per volere del governo degli Stati Uniti. Spencer divenne un fuggitivo, ricercato dalle autorità internazionali. Decise di rifugiarsi nella remota Villa degli Spencer, per poi essere raggiunto da Albert Wesker nel 2006. Dopo avergli rivelato le sue origini, viene apparentemente ucciso da Wesker stesso ma in seguito si scopre essere ancora vivo.

### Ramon Salazar
Ramon Salazar è il castellano del Maniero dei Salazar, situato vicino al villaggio di El Pueblo e uno degli antagonisti principali di Resident Evil 4. Ultimo discendente dell'antica famiglia aristocratica dei Salazar, venne plagiato da Osmund Saddler il quale, approfittando del suo carattere instabile sviluppato a causa dei traumi subiti nell'infanzia, lo convinse ad aderire al culto dei Los Illuminados. Ramon ha inculcato una fede cieca per la setta anche ai suoi sottoposti, facendoli diventare una sorta di "monaci" del culto degli Illuminados. Reso folle a sua volta dal fanatismo per la setta, si fece convincere a liberare le Plagas rinchiuse nel suo castello dal suo antenato, il primo castellano, nel 1434, "per espiare i peccati della sua famiglia contro il "culto", infettando i suoi sottoposti ed in seguito l'intero villaggio di El Pueblo. A Salazar venne concesso da Lord Saddler di iniettarsi delle Plagas di controllo che gli permettono di non diventare un Ganado succube del parassita, ma di impartire la sua volontà agli altri infetti, eccetto a Lord Saddler, che possiede l'ancora più potente Plaga Leader. Le Plagas difficilmente si adattano ad un corpo piccolo e, essendo Salazar affetto da nanismo, il parassita portò la pelle dell'uomo ad un precoce invecchiamento che lo fa sembrare vecchio, benché dica di avere solo vent'anni. Non possedendo grandi abilità anche dopo l'infezione a causa della sua minuta statura, Salazar si fa difendere da due mostri molto forti chiamati Verdugo, che vengono da lui usati come sue guardie del corpo.
Messo alle strette da Leon, Salazar sarà costretto a mutare, fondendosi insieme all'altro suo Verdugo con una pianta carnivora resa gigante da un particolare tipo di Plaga, trasformandosi in un mostro gigantesco, di cui Salazar stesso, nella sua forma mutata, ne costituirà il nucleo. Nonostante l'impressionante trasformazione, verrà comunque eliminato da Leon.
Nel remake del gioco, la mutazione di Ramon Salazar è diversa rispetto alla controparte originale, infatti, è più complicata da battere seppur essendo anche di dimensione più ridotte, si arrampica in continuazione sui muri e angoli spostandosi velocemente, la fusione avviene solo con la pianta carnivora infetta dalla Plaga, mentre il secondo Verdugo, sostituisce il boss U-3 come nemico della campagna di Ada, venendo ucciso separatamente senza fondersi con il ragazzo.

### Jack Krauser
Jack Krauser è un ex camerata di Leon Kennedy e soldato dello US SOCOM che vantava molti successi in più missioni. In Resident Evil 4 lo vediamo schierato dalla parte della Umbrella Corporation, con la quale si è alleato dopo aver inscenato la propria morte per far perdere le proprie tracce al governo americano, ed intende fare il doppio gioco con gli Illuminados per recuperare un campione di Plaga Leader, dai cui geni Albert Wesker potrà generare svariati tipi di parassiti da vendere sul mercato nero per far rinascere la Umbrella e prenderne il controllo, per imporre un nuovo ordine mondiale. Jack Krauser viene inviato da Wesker in missione in Spagna, in un villaggio chiamato El Pueblo, dove sembra ci siano questi parassiti. Krauser viene a conoscenza del fatto che tali parassiti vengono utilizzati da una setta religiosa chiamata "Los Illuminados", per imporre alle persone il loro volere. Krauser deve quindi cercare di recuperare un campione di Plaga Leader e portarlo alla Umbrella per poter far rinascere la compagnia di Wesker. Per far ciò dovrà prima fingersi alleato degli Illuminados e dovrà quindi lavorare per loro. Krauser si lascia dunque contagiare di sua spontanea volontà dalle Plagas, in quanto non ha saputo resistere al potere di questi parassiti. Proprio grazie alle Plagas il suo braccio sinistro, gravemente ferito durante il servizio militare, guarì del tutto. Krauser tuttavia, pur possedendo i parassiti non si è trasformato in un ganados, poiché possiede in lui un parassita superiore le cosiddette Plagas di controllo (simili alla Plaga Leader ma meno potenti), e perciò riesce a fare in modo che i parassiti obbediscano alla sua volontà e non si impossessino completamente di lui. Tuttavia le Plagas non possono comunque disubbidire alla volontà della Plagas Leader, posseduta da Lord Saddler, perciò Krauser non può attaccare il Lord, ma deve fingere di essere al suo servizio fino a quando non avrà capito dove Saddler custodisce il campione di Plagas che Krauser vuole rubare per far rinascere la Umbrella. È proprio Krauser il rapitore di Ashley, la figlia del presidente, infatti Jack l'ha rapita per guadagnarsi la fiducia di Lord Saddler e degli Illuminados, in modo da potersi avvicinare sempre più al campione di Plagas che deve rubare. Verrà in seguito sconfitto e ferito gravemente dallo stesso Leon Kennedy per poi essere ucciso definitivamente da Ada Wong.
Nel remake, non si capisce se Jack Krauser si sia alleato o no con Albert Wesker, ma qui, sembra essere devoto agli Illuminados avendo apparentemente la piena fiducia di Saddler, inoltre, si svela essere il mentore di Leon dopo l'incidente di Raccon City. La sua mutazione comprende adesso entrambe le braccia e non si confronta più con Ada Wong, venendo ucciso con onore dallo stesso Leon.

### Bitores Mendez
Bitores Mendez è il capovillaggio di El Pueblo che fa la sua comparsa in Resident Evil 4. È un uomo alto e massiccio, con naso adunco, una lunga barba scura e completamente calvo. Mendez ha una forza straordinaria: è in grado di immobilizzare Leon Kennedy con una sola mano stringendolo al collo. Tenterà di uccidere Leon varie volte, trattenendosi solo perché scopre che anche a Leon sono state iniettate le Plagas e quindi "hanno lo stesso sangue" come dice lo stesso capo villaggio. Per impedirgli di scappare dal villaggio deciderà di ucciderlo lo stesso in un capannone isolato, dove si trasformerà in un mostro incredibilmente alto e coriaceo con tentacoli artigliati ed una lunghissima colonna vertebrale, ma verrà sconfitto da Leon.
Nel remake ha una partecipazione maggiore durante la fase del villaggio ed è più interattivo, la sua mutazione rimane quasi inalterata con qualche espansione.

## Personaggi introdotti nella serieGun Survivor

### Ark Thompson
Ark Thompson è il protagonista di Resident Evil: Survivor e un investigatore privato. È una conoscenza di Leon S. Kennedy (da Resident Evil 2) ed è stato inviato su Sheena Island per investigare sulle installazioni della Umbrella che vi si trovano. Durante il gioco crede di essere Vincent Goldman, il responsabile del caos nell'isola, ma perde la memoria dopo un incidente in elicottero.

### Vincent Goldman
Vincent Goldman è il Comandante delle installazioni della Umbrella a Sheena Island e antagonista principale di Resident Evil: Survivor. È il direttore di una "Tyrant Plant" segreta situata sull'isola, un luogo dove vengono portati ed uccisi vari bambini rapiti in modo tale da estrarre da loro l'ormone "Beta Hetero Nonserotonina" necessario per un'efficiente produzione in massa dei Tyrant. Vincent è il responsabile dell'abbattimento dell'elicottero di Ark ma (a seconda delle scelte compiute durante il gioco) si scoprirà che è sopravvissuto e si confronterà con Ark una seconda volta prima di venire ucciso dal Tyrant.

### Lott Klein
Lott Klein è il figlio di uno scienziato della Umbrella, è stato cresciuto da suo padre e da Goldman nella convinzione che lui e tutti gli impiegati della Umbrella appartengano ad una classe elitaria di persone, superiore alle altre. Ha perso i suoi genitori durante la fuga del virus e ha tentato di fuggire dall'isola con la sorella Lily durante gli eventi del gioco. Anche se avvisa Vincent della presenza di Ark sull isola, è ancora Lott che aiuta Ark a recuperare la memoria.

### Bruce McGivern
Bruce McGivern è uno dei due protagonisti di Resident Evil: Dead Aim e un agente dei servizi segreti incaricato di indagare su alcune attività della Umbrella durante gli eventi del gioco.

### Fong Ling
Fong Ling è un agente infiltrato nella Umbrella che incrocia Bruce McGivern nel corso della sua missione. È uno dei due protagonisti di Resident Evil: Dead Aim.

### Morpheus Duvall
Morpheus Duvall è un terrorista entrato in possesso del virus T, per rivenderlo al mercato nero, e principale antagonista di Resident Evil: Dead Aim.

## Personaggi introdotti nella serieOutbreak

### Kevin Ryman
È un membro corpo di polizia di Raccoon City (R.P.D., Raccoon Police Department) che compare come personaggio giocabile in Resident Evil Outbreak. Kevin possiede capacità atletiche superiori, essendo in ottima forma fisica ed è anche molto abile nel corpo a corpo. Essendo membro dell'R.P.D., possiede una pistola di servizio molto potente, una 45 automatica.

### Mark Wilkins
È una guardia giurata di Raccoon City che compare come personaggio giocabile in Resident Evil Outbreak. Data la sua corporatura robusta, è molto abile e potente con le armi da mischia, con le quali può infliggere molti danni ai nemici. Inizialmente possiede una Beretta 92F/FS.

### Jim Chapman
È un impiegato della Kyte Bros che compare come personaggio giocabile in Resident Evil Outbreak. Railway. Possiede una moneta "portafortuna" che utilizzata aumenta le sue probabilità di colpi critici, oltre ad evitare che le sue armi da mischia vengano danneggiate facilmente. Rispetto agli altri personaggi viene attaccato meno frequentemente dai nemici, a discapito del tasso di infezione che aumenta più velocemente.

### Cindy Lennox
È una cameriera al J's Bar che compare come personaggio giocabile in Resident Evil Outbreak. È molto allegra e tende ad andare d'accordo con tutti. Possiede un astuccio per erbe, grazie al quale può conservare fino a tre esemplari per ogni tipo di erba conosciuta (verde, blu e rossa) senza occupare gli spazi dell'inventario, oltre ad uno spazio extra per mescolare le erbe.

### George Hamilton
È un chirurgo del Raccoon General Hospital che compare come personaggio giocabile in Resident Evil Outbreak. Ha molto a cuore il suo lavoro, tanto da causare il divorzio con sua moglie. Essendo un abile chirurgo, la sua abilità speciale consiste nel creare nuove medicine con le erbe trovate sul campo usando il suo kit medico, che possiede nel suo inventario all'inizio di ogni scenario.

### David King
È un idraulico di Raccoon City che compare come personaggio giocabile in Resident Evil Outbreak. Forte e intelligente, è capace di affrontare situazioni difficili grazie alle sue abilità e alla sua elevata resistenza. La cintura degli attrezzi in suo possesso gli consente di creare armi e di riparare quelle rotte. Contiene anche chiavi da lancio e il suo fidato coltello pieghevole .

### Yoko Suzuki
È un ex dipendente della Umbrella Corporation che compare come personaggio giocabile in Resident Evil Outbreak. Ha una personalità tranquilla e riservata, ma è molto intelligente ed è abile con i computer. Possiede uno zaino grazie al quale può portare più oggetti contemporaneamente rispetto ai suoi compagni.

### Alyssa Ashcroft
È una giornalista di punta del Raccoon Press che compare come personaggio giocabile in Resident Evil Outbreak. È molto egocentrica e sicura di sé, e spesso litiga con i suoi compagni. Ma nonostante la sua personalità, Alyssa è una persona premurosa che si prende cura degli altri se necessario. Possiede un set di quattro diversi grimaldelli sagomati, che le permettono di sbloccare alcune porte bloccate, cassetti e cassette di sicurezza che non possono essere aperte da altri personaggi. La figlia di Alyssa, Grace Ashcroft sarà la protagonista del nono capitolo numerato della serie Resident Evil: Requiem che deve cercare di investigare sulla morte di sua madre avvenuta 8 anni prima gli eventi del gioco 

## Personaggi della saga cinematografica

### Alice
Alice è la protagonista della serie cinematografica originale ispirata alla serie di videogiochi Resident Evil, ma fa tuttavia parte di una trama differente rispetto alla serie videoludica, apparendo esclusivamente nei film di Paul W. S. Anderson. È interpretata da Milla Jovovich.

### Dott. Alexander Isaacs
Il dott. Alexander Isaacs è il principale antagonista della serie cinematografica originale ispirata alla serie di videogiochi Resident Evil, ed è interpretato da Iain Glen.
Appare in Resident Evil: Apocalypse e Resident Evil: Extinction un suo clone, e in Resident Evil: The Final Chapter come dirigente.
Brillante scienziato e dirigente della Umbrella Corporation, è il responsabile della creazione del "Progetto Alice", di cui ha creato migliaia di cloni della donna, che usa per esperimenti sul condizionamento mentale. Le sue ricerche vengono periodicamente ostacolate dalla Alice "originale", e la sua stessa società lo licenzia, ma si trasforma in una creatura sovrumana e stermina tutto il personale nell'impianto di ricerca. Alice, da preda divenuta predatrice, lo raggiunge e uccide con raggi laser. Inoltre, il dott. Isaacs è stato come la controparte di Ozwell E. Spencer della serie di giochi da cui erano basati i film.
Il dott. Isaacs ricompare nell'ultimo film della serie, in cui si rivela essere uno dei due dirigenti supremi della Umbrella (quello ucciso in precedenza era un suo clone, in veste di dipendente), insieme a James Marcus. Uccise il suo socio fondatore Marcus (vero creatore del virus T, che studiò per fini curativi verso sua figlia), e divenne tutore della figlia Alicia ereditando la sua parte dell'azienda: ormai unico proprietario, usò le fattezze di Alicia Marcus per creare la Regina Rossa e propose l'uso del virus-T per decimare la popolazione mondiale rendendo la dirigenza mondiale Umbrella unica dominatrice del pianeta. All'inizio del film è in viaggio su un mezzo cingolato per raggiungere l'Alveare di Raccoon City per contrastare Alice, anche lei nella stessa direzione: il loro primo scontro sul mezzo stesso è tragico (gli viene mozzata la mano); in seguito la attacca mentre è arroccata su un alto grattacielo, venendo sconfitto nuovamente. Isaacs viene rivelato essere un ennesimo clone: l'originale è rimasto sempre ibernato dentro l'Alveare e viene risvegliato da Alicia Marcus (ancora viva e detentrice del 50% del potere nell'Umbrella) perché possessore di una provetta di antivirus risolutivo per l'infezione globale. Il dottore viene sconfitto cedendo il virus (nonostante avesse espresso più volte il volere di usarlo per il suo scopo). L'Isaacs clone ucciderà l'originale, in disaccordo sulla sua originalità, mentre l'altro viene divorato dagli zombi.

### Lloyd Jefferson "L.J." Wade
Conosciuto semplicemente come L.J., appare in Resident Evil: Apocalypse e Resident Evil: Extinction e come arma usa due Desert Eagle dorate.
Nel primo film, dopo l'isolamento di Racoon City dovuto alla fuoriuscita del Virus T dall'Alveare, si unisce ad alcuni sopravvissuti, tra cui Jill Valentine, Alice e Carlos Oliveira. Poco prima dell'esplosione dell'ordigno che distrugge la città, riesce, insieme agli altri membri del gruppo, a salvarsi fuggendo a bordo di un elicottero. Nel film successivo si unisce al convoglio guidato da Claire Redfield ma, durante una perlustrazione in un motel del Nevada, è morso da uno zombi e viene prontamente soccorso da Carlos, ma non rivela a nessuno del suo contagio. Alcuni giorni dopo il convoglio si sposta a Las Vegas e, mentre gli altri sopravvissuti combattono i non morti, si ripara nell'abitacolo di un camion con K-mart trasformandosi in uno zombi proprio in quel momento. Carlos sopraggiunge immediatamente riuscendo a salvare K-mart e ad uccidere L.J ormai divenuto un non morto.

### Luther West
Luther West, interpretato da Boris Kodjoe, appare nel quarto e quinto film della serie: Resident Evil: Afterlife e Resident Evil: Retribution.
In seguito all'apocalisse causata dal virus T, Luther fu costretto a rifugiarsi nella prigione di Los Angeles per sfuggire alla massa di non-morti che assediava la zona. Insieme ad un gruppo di sopravvissuti, di cui diverrà il leader, Luther coordina l'ultima resistenza di Los Angeles, durante la quale incontra Chris Redfield, che aiuta il gruppo a fuggire dalla prigione. Durante gli eventi di Resident Evil: Retribution, Luther partecipa al salvataggio di Alice dalla principale struttura di collaudo dell'Umbrella Corporation, venendo però ucciso da un clone malvagio di Rain Ocampo.

## Creature

### Zombi
In Resident Evil gli zombi sono i nemici più comuni. Sono relativamente lenti a muoversi, e per questo risultano facili da uccidere. Se però attaccano da vicino e in gruppo divengono seriamente pericolosi. Originariamente erano semplici umani, ma l'esposizione al virus T ha mutato i loro corpi, rendendoli putrefatti e decomposti. L'intelletto degli infetti viene poi sostituito dalle sole necessità di muoversi e nutrirsi di carne umana.
Appare in:
- Resident Evil
- Resident Evil Zero
- Resident Evil Rebirth
- Resident Evil 2
- Resident Evil 3: Nemesis
- Resident Evil: Code Veronica
- Resident Evil Outbreak
- Resident Evil Outbreak File 2
- Resident Evil: Survivor
- Resident Evil: Survivor 2 Code: Veronica
- Resident Evil: The Umbrella Chronicles
- Resident Evil: The Darkside Chronicles
- Resident Evil: Operation Raccoon City
- Resident Evil 6

### Crimson Head
Il Crimson Head (Testa Cremisi), chiamato ufficialmente V-ACT dagli scienziati della Umbrella Corporation, è un tipo di zombi. Dopo l'uccisione di un normale zombi, il cadavere continua a rigenerarsi: la pelle diventa di un colore rosso acceso e la creatura subisce ulteriori cambiamenti, come la crescita degli artigli, l'incremento della resistenza, una maggiore intelligenza e un'elevata aggressività. Capace di correre e saltare, il Crimson Head può rivelarsi un serio pericolo: se un Crimson Head non viene distrutto, esso continua a mutare per poi diventare un licker.
Le uniche possibilità di prevenire la mutazione di uno zombi in Crimson Head sono:
- bruciare il corpo prima che si rigeneri
- separare le testa dal corpo (per decapitazione o distruzione della testa con colpo di arma da fuoco), in modo da bloccare ogni possibilità di rigenerazione.

Appare in:
- Resident Evil Rebirth
- Resident Evil: The Umbrella Chronicles
- Resident Evil: Operation Raccoon City

### Licker
I licker (leccatori), creature originate dalla mutazione di un Crimson Head, assumono un aspetto più animalesco che umano: la massa muscolare si sviluppa ulteriormente, diventano quadrupedi, perdono completamente la pelle, gli occhi ed anche il cervello è esposto. Dalle zampe escono enormi artigli, con i quali riescono a scalare pareti e rimanere appesi ai soffitti. Queste creature, prive della vista, si affidano al loro acutissimo udito per orientarsi e individuare le vittime. La loro caratteristica principale, da cui inoltre deriva il nome, è la lunghissima lingua, che possono estendere per attaccare i nemici ed è così potente da riuscire a trapassare la carne delle loro vittime. La loro muscolatura sviluppata li rende molto forti, resistenti ed agili, in grado di compiere facilmente lunghi balzi.
Nel primo film live-action le loro origini sono differenti: a differenza degli zombi, che diventano tali quando il virus T rianima i corpi morti, i Licker sono il risultato dell'iniezione del virus su cellule viventi, in pratica su persone ancora vive. In questo film, inoltre, cibandosi di DNA umano aumentano di dimensioni e forza, con comportamenti più animaleschi e un cranio leggermente allungato con varie file di denti. Nel quinto, un esemplare, grazie agli esperimenti fatti dall'Umbrella, diventa enorme. Nel libro non canonico di S.D. Perry La città dei morti, viene detto che il loro nome scientifico è Re3, o lecca-lecca (nomignolo datogli da Annette Birkin, invece che dai poliziotti del distretto di polizia).
Appare in:
- Resident Evil 2
- Resident Evil: Survivor
- Resident Evil Outbreak
- Resident Evil 5
- Resident Evil: Operation Raccoon City

### Cerberus
Un Cerberus o cane zombi è un dobermann infettato dal virus T; è uno degli avversari più pericolosi, a causa della sua velocità, delle dimensioni relativamente piccole e della tempestività nell'attacco. Alcuni organi vitali e la gabbia toracica sono esposti. Esiste una differenza tra il Cerberus e il cane zombi. Un Cerberus è un cane usato dalla Umbrella Corporation nei suoi esperimenti. Il suo codice di produzione è MA-39; il suo nome deriva dalla bestia mitologica posta a guardia dell'Ade e vengono trovati liberi nelle foreste dei Monti Arklay, presso Raccoon City, e nel giardino di villa Spencer. I cani zombi invece sono normali cani poliziotto, esposti involontariamente al virus T. Vengono infatti contagiati da cibo infettato. Vengono trovati nel dipartimento di polizia (Resident Evil 2) e, come normali cani contagiati, nelle strade della città (Resident Evil 3: Nemesis). Sono abbastanza resistenti ai colpi di normale pistola, ed attaccano principalmente in gruppo.
Appare in:
- Resident Evil Zero
- Resident Evil (Rebirth e Deadly Silence)
- Resident Evil 2
- Resident Evil 3: Nemesis
- Resident Evil: Code Veronica
- Resident Evil Outbreak
- Resident Evil Outbreak File 2
- Resident Evil: Survivor
- Resident Evil: Survivor 2 Code: Veronica
- Resident Evil: The Umbrella Chronicles
- Resident Evil 5
- Resident Evil: The Darkside Chronicles
- Resident Evil 6

### Hunter
Gli Hunter (cacciatori) sono creature bipedi simili a rettili con grandi artigli e denti, e si riconoscono per i versi simili a urla che emettono quando incontrano una preda. Sono delle Armi Bio Organiche (B.O.W) create dalla Umbrella Corporation combinando un ovulo umano fertilizzato con DNA di rettile e poi impiantando il virus T nella creatura risultante.
Gli Hunter originali, detti anche Alpha, come furono chiamati in precedenza, sono apparsi nel primo ed originale Resident Evil. Grazie a ciò, gli Hunter sono diventati i mostri più famosi di tutte le varie serie di Resident Evil.
Molti tipi di Hunter sono apparsi in ogni serie del gioco Resident Evil, ad eccezione di Resident Evil 2 e Resident Evil 4.
Appare in:
- Resident Evil
- Resident Evil Rebirth
- Resident Evil 3: Nemesis
- Resident Evil Code: Veronica
- Resident Evil: Survivor
- Resident Evil: Survivor 2 Code: Veronica
- Resident Evil: The Umbrella Chronicles
- Resident Evil: Revelations

### Web Spinner
Ragni di enormi dimensioni affetti dal virus T. Si attaccano a pareti e soffitti ed attaccano il giocatore quando meno se lo aspetta. Sono piuttosto pericolosi perché, oltre ad indebolire il personaggio in caso di attacco, possono avvelenarlo.
Appare in tutti i capitoli della saga anche se, da capitolo a capitolo, la specie di ragno infetta varia.

### Yawn
Lo Yawn è un serpente mutato fino a raggiungere dimensioni titaniche, almeno 15 metri. Dall'aspetto può sembrare una vipera, invece era originariamente un boa constrictor a cui è stato iniettato un frammento di DNA di una vipera, e poi mutato dal virus T dandogli dimensioni enormi e creandogli una sacca velenifera all'interno della mascella. Il suo nome deriva dall'inglese to yawn che significa sbadigliare, perché prima di attaccare la vittima lo Yawn apre la bocca come se sbadigliasse. Il suo veleno non uccide subito la vittima, ma intacca il sistema nervoso causando prima la paralisi, poi una lenta agonia; se somministrato per tempo, l'antidoto ne annulla gli effetti.
Appare in Resident Evil, nel remake, in Deadly Silence e in Umbrella Chronicles.

### Neptune
Chiamato come il dio romano dei mari altri non è che uno squalo bianco su cui sono stati compiuti esperimenti col virus T.
Il suo nome completo è Esperimento # Fi 3 (Neptune), in questa specie di B.O.W. il virus T agisce stranamente con molto ritardo rispetto alle altre creature.
Appare in Resident Evil, nel remake, in Deadly Silence e in Resident Evil Outbreak.

### Sanguisuga
Le sanguisughe (Leeches nella versione inglese) sono apparse per la prima volta in Resident Evil 0. 
Sono state le prime creature ad essere infettate dal virus T. Vennero usate dal dottor Marcus per i suoi esperimenti. Si scoprirà in Resident Evil: The Umbrella Chronicles che Marcus è vivo grazie ai morsi delle sanguisughe e proprio attraverso di esse risorge trasformandosi in un mostro. 
L'Eclyptic Express venne attaccato da diverse centinaia di sanguisughe, almeno tre per ogni persona. Secondo i calcoli, una sanguisuga infetta causa l'infezione molto più velocemente di un morso di zombi. 
L'umano viene infettato in circa due ore. Oltretutto, se una regina infetta un corpo ospite, entra nel corpo del suddetto. Alla fine, l'ospite sarà in grado di trasformarsi in una creatura simile a una sanguisuga. Inoltre, mostrano un'intelligenza collettiva in quanto quando sono in gruppo si uniscono formando un corpo umanoide composto di braccia e gambe.
- Appaiono in: Resident Evil 0, Resident Evil: The Umbrella Chronicles

### Tyrant
Il Tyrant è una potentissima arma biologica che è apparsa in gran parte dei giochi di Resident Evil. In ogni gioco esiste però un modello diverso. Il Tyrant del primo gioco vive nei laboratori sotterranei ed è sottoposto ad un permanente stato di sonno, ma poi viene svegliato da Jill e Barry. Ha qualche organo esposto: il cuore (che si vede battere) e alcuni organi dell'apparato digerente. Alto in media 2,5/3 metri, ha un braccio normale e uno con potentissimi artigli, capaci di impalare e trafiggere.
Nel film Resident Evil: Extinction il Tyrant è il risultato della mutazione del dott. Isaacs con l'antidoto creato dal clone di Alice dopo essere stato morso da uno zombi. È interpretato da Brian Steele e doppiato da Sergio Di Stefano.